# Analophus vicksoni
Analophus vicksoni är en skalbaggsart som beskrevs av Nylander och Komiya 2005. Analophus vicksoni ingår i släktet Analophus och familjen långhorningar. Inga underarter finns listade i Catalogue of Life.